# Maryam Zakaria
Maryam Zakaria, é uma atriz sueca-iraniana, de nacionalidade sueca. Atuou  na Bollywood, em cinemas indianos.  Ficou muito conhecida por seus trabalhos em filmes de Bollywood, como Agent Vinod e Grande Masti.

## Filmografia
| Ano  | Filme            | Personagem   | Idioma | Notas              |
| ---- | ---------------- | ------------ | ------ | ------------------ |
| 2009 | Paying Guests    |              | Hindi  | Aparência especial |
| 2010 | Nagaram          |              | Tâmil  | Aparência especial |
| 2011 | 100% Love        |              | Telugu | Aparência especial |
| 2011 | Brahmigadi Katha |              | Telugu | Aparência especial |
| 2011 | Madatha Kaja     | Priya        | Telugu |                    |
| 2012 | Sadda Adda       |              | Hindi  | Aparência especial |
| 2012 | Agent Vinod      | Farah Faqesh | Hindi  |                    |
| 2012 | Naa Ishtam       |              | Telugu | Aparência especial |
| 2012 | Dammu            |              | Telugu | Aparência especial |
| 2012 | Chakradhaar      |              | Hindi  | Aparência especial |
| 2012 | Rowdy Rathore    |              | Hindi  | Aparência especial |
| 2013 | D-Day            |              | Hindi  | Aparência especial |
| 2013 | Bajatey Raho     |              | Hindi  | Aparência especial |
| 2013 | Grand Masti      | Rose         | Hindi  |                    |
| 2013 | Arjuna           | Shruti       | Telugo | Filmando           |
| 2014 | Anjaan           |              | Tâmil  | Aparência especial |

| Ano  | Título         | Artista                       | Notas |
| ---- | -------------- | ----------------------------- | ----- |
| 2007 | Goli           | Saeed Shayesteh               |       |
| 2007 | Man Sazegaram  | Saeed Shayesteh               |       |
| 2007 | Akharin Ghasam | Saeed Shayesteh               |       |
| 2008 | Ghorboni       | Saeed Shayesteh               |       |
| 2009 | Jatt Di Zameen | Preet Harpal                  |       |
| 2009 | Doset Daram    | Saeed Shayesteh               |       |
| 2009 | Aakh Ladhde    | Jaswinder Daghima             |       |
| 2009 | Mast Malanga   | Sanoj Kumar                   |       |
| 2010 | Khoshgeleh     | Saeed Shayesteh               |       |
| 2010 | Azaaram Bedi   | Saeed Shayesteh               |       |
| 2011 | Ja Ja Ve Ve    | Rishi Singh & Rajveer Dhillon |       |